# Nephrocytium
Nephrocytium, rod zelenih algi iz reda Chlorellales smještewn u vlastitu porodicu Nephrocytiaceae. Sastoji se od deset priznatih vrsta.
Porodica je opisana 2021. Selenococcus Schmidle & O.Zacharias, 1903, sinonim je za Nephrocytium.

## Vrste
1. Nephrocytium agardhianum Nägeli
2. Nephrocytium allantoideum Bohlin
3. Nephrocytium hydrophilum (W.B.Turner) Wille
4. Nephrocytium limneticum (G.M.Smith) G.M.Smith
5. Nephrocytium lunatum West
6. Nephrocytium perseverans Printz
7. Nephrocytium rehmanii (Woloszynska) Fott
8. Nephrocytium spirale Beck
9. Nephrocytium varium Hortobágyi
10. Nephrocytium vieirae T.S.Garcia & Bagatini